# Lance Cade en Trevor Murdoch
Lance Cade en Trevor Murdoch vormeden een professioneel worsteltag team. Het team was het meest actief in het World Wrestling Entertainment op Raw.

## In worstelen
- Finishers en signature moves
  - Sweet and Sour (Lariat (Cade) / Chop block (Murdoch) combinatie)
  - Combination inverted atomic drop van Cade gevolgd door een Running big boot van Murdoch
  - Jawbreaker van Murdoch gevolgd door een falling neckbreaker van Cade

- Bijnaam
  - Redneck Wrecking Crew

## Kampioenschappen en prestaties
- World Wrestling Entertainment
  - WWE World Tag Team Championship (3 keer)